# Mesobracon v-ornatus
Mesobracon v-ornatus är en stekelart som först beskrevs av Cameron 1905.  Mesobracon v-ornatus ingår i släktet Mesobracon och familjen bracksteklar. Inga underarter finns listade i Catalogue of Life.